# Patricia Sandoval
Patricia Sandoval (Estados Unidos, 19 de diciembre de 1981) es una conferencista, escritora, presentadora y activista provida estadounidense.

## Biografía
Patricia Sandoval nació en Estados Unidos, en 1981, hija de padres que emigraron de México a Estados Unidos, creció en un hogar disfuncional. Ha hecho énfasis en la educación sexual banal que recibió y en la mala relación de sus padres. A sus 12 años, tras divorciarse, su madre dejó el hogar, lo que, como confesaría más tarde, dejó en ella una huella de resentimiento. En su juventud, quedaría embarazada y abortaría 3 veces. Tiempo después, se muda y entra a trabajar como enfermera en una clínica de la trasnacional del aborto Planned Parenthood en el estado de California. El contacto directo con el aborto le atormenta de tal modo que tiene que dejar el trabajo, se arruina y vive en la calle durante tres años junto a su novio. Tras ser abandonada por su pareja y estar en la calle llorando, alguien vino, la abrazó, le dijo que Jesús le amaba y la llevó de vuelta a la casa de su padre. Allí se reencuentra con su madre, que se había convertido poco antes a la fe católica y reconstruye su relación a través de su fe.
Trabaja como conferencista y escritora y ha llegado a ser una reconocida activista provida.
Actualmente es copresentadora del programa Informe Provida con la también activista Astrid Bennett de Orduño.

## Libros
- Transfigurada.[18]